# 安熙正
安熙正（韓語：안희정，1965年5月1日—），是大韓民國自由派政治人物，第36、37任忠清南道知事，任內因性侵醜聞辭職下臺，並遭到法院判刑。

## 学历
- 南大田高等学校（退学）
- 城南高等学校（退学）
- 1982年通过检定考试（自考）
- 1983年考入高丽大学（哲学系）
- 1998年高丽大学毕业（哲学硕士）

## 生平[1]

### 早年经历
1965年5月1日安熙正出生于韩国忠清南道论山郡錬武邑。他是二儿三女当中的次子。他考入南大田高中。在上高一的时候从大田第一书店老板收到李禶九的书‘评天下’，因为当时此书籍为非法印刷物，以后因此事件被退学。之后转学至首尔大方洞的城南高中。但不久也自愿退了学。在与大学生们参与“国风81运动“的过程中，安熙正发现「搞真正的学生运动就得上大学」，便一心准备考大学。1982年他通过检定考试（韩国「大學入學試」以外，可考入大学的考试）考入高麗大學。安熙正上大四的时候，以他为中心的学生运动家合并了高丽大14个学生运动小组，成立了‘高丽大学爱国学生会’。安熙正受到1988年反美青年会事件的牵扯被安计部拘捕，并入狱10个月。

### 政治生涯
安熙正1989年1月开始了他的政治生涯，当年在统一民主党金德龙国会议员办公室工作。1990年1月韩国政界发生‘三党合党’事件。李基泽，金正吉，张锡和，朴燦鍾，洪思德，李哲，卢武铉 等7人反对合党，与金泳三分离，组建了新民主党。安熙正等18个统一民主党内人士也选择留下。以后安熙正为李哲国会议员当秘书。但是对现行政治界深感失望的安熙正1991年递上辞呈，之后在昌原市劳动福祉馆建设工地工作和生活约两个月。1992年李哲成功当选议员以后安熙正辞去秘书职，离开政界。

### 参与政府
安熙正离开政界以后，就职于一家出版社，成了一名营业部长。出身于民主运动的政治家们的没有信念的政治举动让安熙正深感理想的幻灭 ，于是重返之前被除名的高丽大学，大学毕业成了他的新的突破口。安熙正与李光宰开始为1992年竞选韩国国会议员落败的卢武铉工作。安熙正1994年起担任地方自治实务研究所的行政局长。2002年以新千年民主党卢武铉选举委员的政务部长的身份，为卢武铉的总统当选助了一臂之力。
2003年12月安熙正与廉东渊以从多家大企业收受大选资金嫌疑起诉。2003年9月上诉法庭上被判一年。安熙正刑满释放后为了不拖累卢武铉总统，在他执政期间没有担任任何公职。但是在2007年，安熙正觉得参与政府的很多业绩没有得到正确的评价，于是成立‘参与政府评价会议’，担任该组织的常任执行委员长。安熙正2008年7月6日，以继承金大中，卢武铉两位总统为公约当选为统合民主党最高委员。除此以外，还主导了继承‘地方自治实务研究所’的‘更优秀民主主义研究所’的成立工作。

### 当选忠清南道知事
2010年，安熙正宣布参加‘大韩民国第五届广域地方自治团体长-忠清南道知事’的竞选。
6月2日安熙正在选举中以2.4%选票差距击败了民主先进党候选人朴商敦。
安熙正作为忠清南道民选历史最初改革倾向，民主党候选人的当选，此次选举结果不仅得到了有打破地域感情的评价，还使安熙正有了下届大选候选人的名声。
安熙正的5届忠清南道政府， 视危机为机会，为开拓未来而努力。
- 完成道办公厅搬迁，建设内浦新都市
- 为农渔村注入希望，推进‘3农革新‘
- 面对低生育时代积极扩展对策
- 为缓解首都圈限制，准备新均衡发展方案
- 对应产业，都市化 搞好相符的社会城市基础建设
- 积极解决社会两极化，发展不均衡的问题
- 为实现稳健的地方自治，促进分权
- 推进干实事，透明的行政改革[3]

安熙正在当选忠清南道知事后，为创造强有力的地方政府模型而努力。2014年忠清南道被‘韩国宣言实践本部’评为‘履行公约的地方政府’全国第一。2013年安熙正还入选‘时事杂志’评的100名新一代领导人，在政治领域第一位。
2014年6月4日，安熙正在大韓民國第六屆廣域地方自治團體長選舉中以461,156票擊敗名兩候選人鄭鎮碩與金基文連任忠清南道知事。

### 被控性侵與判刑
2018年3月6日，安熙正因遭秘書金智恩控訴4度性侵，於臉書宣布辭去道知事職務，共同民主黨也宣布開除安熙正的黨籍。
2018年4月11日，安熙正因涉嫌四次利用职权奸淫女秘书金智恩，五次猥亵并对其进行性骚扰，被不捕直诉。首爾西部地方法院刑事庭于8月14日就安熙正性侵案作出一审判决，宣判安熙正无罪。
2019年2月1日，首爾高等法院刑事第12法庭认定女秘书金智恩指控的10次性侵犯中有9次是犯罪行为，二審判处其有期徒刑3年6个月，并当庭逮捕。
2019年9月9日，大法院對安熙正性侵女秘書案作出終審判決：維持二審判決，判處有期徒刑3年6個月。